# Банвиль-ла-Кампань
Банви́ль-ла-Кампа́нь (фр. Banneville-la-Campagne) — коммуна во Франции, находится в регионе Нижняя Нормандия. Департамент коммуны — Кальвадос. Входит в состав кантона Троарн. Округ коммуны — Кан.
Код INSEE коммуны — 14036.

## Население
Население коммуны на 2010 год составляло 142 человека.
| 1962 | 1968 | 1975 | 1982 | 1990 | 1999 | 2010 |
| ---- | ---- | ---- | ---- | ---- | ---- | ---- |
| 117  | 118  | 89   | 84   | 76   | 88   | 142  |

## Экономика
В 2010 году среди 103 человек трудоспособного возраста (15—64 лет) 77 были экономически активными, 26 — неактивными (показатель активности — 74,8 %, в 1999 году было 71,7 %). Из 77 активных жителей работали 69 человек (34 мужчины и 35 женщин), безработных было 8 (2 мужчин и 6 женщин). Среди 26 неактивных 10 человек были учениками или студентами, 13 — пенсионерами, 3 были неактивными по другим причинам.